# Miyove
Miyove ist einer von 21 Sektoren im Distrikt Gicumbi in der Nordprovinz von Ruanda.

## Geographie
Miyove hat eine Fläche von 27,3 km² und liegt auf einer Höhe von etwa 2270 m. Der Sektor unterteilt sich in die drei Zellen Gakenke, Miyove und Mubuga und umfasst 29 Dörfer. Nachbarsektoren sind im Norden Gatebe, im Osten Nyankenke, im Südosten Kisaro, im Südwesten Kinihira, im Westen Rukozo und im Nordwesten Ruhunde. Im Norden liegt Miyove an den Rugezi-Sümpfen.

## Bevölkerung
Nach der Volkszählung von 2022 betrug die Einwohnerzahl 20.223 Einwohner. Zehn Jahre zuvor waren es 16.299, was einem jährlichen Bevölkerungszuwachs von 2,2 Prozent zwischen 2012 und 2022 entspricht.

## Verkehr
Durch den Sektor verläuft die asphaltierte Nationalstraße 19. Diese wird bei Miyove von einer District Road gekreuzt.